# The Knight of Her Dreams
The Knight of Her Dreams è un cortometraggio muto del 1913 diretto da Al Christie.

## Produzione
Il film fu prodotto dalla Nestor Film Company.

## Distribuzione
Distribuito dall'Universal Film Manufacturing Company, il film - un cortometraggio di una bobina - uscì nelle sale cinematografiche statunitensi il 13 giugno 1913.